# Posterior second valvifer-second valvula muscle
Posterior second valvifer-second valvula muscle – mięsień wchodzący w skład żeńskich genitaliów błonkówek.
Jest to jeden z mięśni pokładełka. Wychodzi z tylno-brzusznej części drugiej walwifery, a przyczepia się do apodemy processus musculares na drugiej walwuli (ang. second valvula).